# 兴平站
兴平站位于中华人民共和国陕西省咸阳市兴平市，是陇海铁路上的火车站，建于1936年，由中国铁路西安局集团宝鸡车务段管辖。

## 歷史
- 建于1936年。

## 車站周邊
- 咸阳天宇商务酒店
- 兴平碧海商务酒店
- 兴平市粮食局
- 蓝星书房艺术馆
- 国美电器兴平店
- 中国农业银行兴平市支行
- 肯德基兴平南关店
- 兴平妇幼保健院
- 兴平市中医医院
- 俽家圆酒店
- 中国农业银行东环路分理处
- 中国电信兴平营业厅
- 中铁一局电务公司医院
- 兴平化建大酒店
- 兴平聚豪大酒店
- 中国建设银行兴化路支行
- 兴平市南郊高级中学

## 外部連結
- 中国铁路客户服务中心（页面存档备份，存于）